# Rafael Bernabe Riefkohl
Rafael Bernabe Riefkohl (Santurce, 5 de marzo de 1959) es un historiador, sociólogo, profesor y político puertorriqueño. Actualmente es miembro del Senado de Puerto Rico en representación del Movimiento Victoria Ciudadana. Fue candidato a gobernador por el Partido del Pueblo Trabajador en 2012 y 2016. Tiene creencias e ideales socialistas y critica habitualmente al Partido Nuevo Progresista y el Partido Popular Democrático.

## Primeros años y educación
Bernabé nació el 5 de marzo de 1959, en el barrio de Santurce en San Juan, Puerto Rico. Se crio entre Río Piedras y Guaynabo. Se graduó con un bachillerato en historia de la Universidad de Princeton y una maestría y un doctorado de la Universidad Estatal de Nueva York.

## Carrera política
En el 2010 ayudó a fundar el Partido del Pueblo Trabajador de ideología socialista e izquierdista. Para las elecciones de 2012 y 2016 fue postulado por su partido para el cargo de gobernador, quedando en cuarto y sexto lugar respectivamente. En 2019 ayudó a formar el Movimiento Victoria Ciudadana junto a otras figuras políticas como Alexandra Lúgaro, Manuel Natal Albelo y Ana Irma Rivera Lassén. Para las elecciones de 2020, fue postulado por su partido para el cargo de senador por acumulación. En estos comicios recibió 64,309 votos, el 5.31% de la votación total, quedando en noveno lugar y resultando elegido. El 2 de enero de 2021 juramento en su cargo de senador.

## Historial electoral
| Elección | Cargo                   | Partido | Partido | Votos  | %    | Posición | Resultado |
| -------- | ----------------------- | ------- | ------- | ------ | ---- | -------- | --------- |
| 2012     | Gobernador              |         | PPT     | 18,312 | 0.98 | 4.º      | Derrotado |
| 2016     | Gobernador              |         | PPT     | 5,430  | 0.34 | 6.º      | Derrotado |
| 2020     | Senador por acumulación |         | MVC     | 64,309 | 5.31 | 9.º      | Electo    |